# Темишвар
Темишвар (рум. Timișoara) град је у Румунији. Највећи је град Баната, лежи на реци Бегеј и седиште је округа Тимиш. Са 250.849 становника Темишвар је пети град по величини у Румунији, а такође је познат као и културни, образовни и трговачки центар западне Румуније.
Темишвар је и највећи културно-историјски центар Срба у Румунији. Највише српског живља окупљено је управо у Темишвару, где иначе постоје многе културне установе које их зближавају. У Темишвару се налази седиште Епархије темишварске Српске православне цркве, као и Савеза Срба у Румунији, а такође се овде издаје и српски недељник „Наша реч“.
Темшивар поседује развијену IT индустрију и уз Букурешт, Клуж-Напоку, Јаши и Брашов има претензије да постане важан центар ове индустрије у будућности.
Град се назива и „Малим Бечом“, јер је веома дуго био под Хабзбурговцима, и његово средиште својом архитектуром и амбијентима подсећа на стари део Беча. На Тргу уједињења налази се Српска саборна црква са Владичанским двором, а поред ње биста Милоша Црњанског који је овдје провео прве године школовања.

## Назив
Темишвар дугује име реци Тамиш (рум. Timiș, антички Tibisis). Занимљиво је да кроз град протиче само река Бегеј. Разлог овоме је повезаност и испреплетаност токова ове две реке у прошлости на подручју града. Каснијом канализацијом и обалоутврдом њихови токови су добили другачије правце, који су до данас у том облику.
Румунски облик имена град је Timișoara (у изговору Тимишоара са меким „ш“) потиче од античког назива Тибисис или Тибискус. Српски назив за град Темишвар близак је и дугује порекло мађарском називу Temesvár (мађ. Temes је „Тамиш“, vár је „тврђава“). Хрватска верзија је слична, Temišvar. Немци називају двојако: сопствена верзија је Temeschburg, а помађарена је Temeswar. Банатски бугарски назив је Timišvár.

## Географија
Темишвар је један од румунских градова који су најудаљенији од престонице Букурешта, док је са друге стране град много ближи Београду (155 km). Најближи већи град је северније постављени Арад на 43 km раздаљине.
Рељеф: Град се налази на југоисточном ободу Панонске низије, на око 100 m надморске висине, а сама локација града је граница између равнице на западу и брдовитих делова на истоку.
Клима: Клима у Темишвару је умерено континентална - панонска варијанта са топлим летима и хладним зимама.
Воде: Кроз град протиче река Бегеј, али је у прошлости протицала и река Тамиш. Тада је овај део низије био мочваран са нерегулисаним токовима. Каснијом канализацијом и обалском утврдом токови обе реке су добили другачије правце, који су до данас у том облику. Тамиш је тиме померен ван подручја града, док је Бегеј, као градска река, смирен са веома лепо уређеном обалом претвореном у градско шеталиште.

## Историја
На месту или у ближој околини данашњег Темишвара у римском периоду био је војни логор Замбара или Зуробара. На остацима овог логора номадска племена која су крајем старог века провалила из Азије у Европу (највише Авари) основала су насеље под именом Бегеј. 1019. године овај локалитет је први пут споменут у писаним изворима византијског порекла, мада се не може са потпуном тачношћу тврдити да се ради о баш овом локалитету. 1154. године овај локалитет спомиње арапски путописац Шариф ал Идризи „као леп град који нуди много богатстава“.
Прва историјска појава имена града је спомињање тврђаве Timișoara (лат. Castrum Temesiensis) у документу угарског краља Андраша II из 1212. године. Темишвар, одн. Timișoara засебно се први пут спомиње 1474. године.
Град су освојили османски Турци 1552. године а Темишвар ће под њиховом контролом остати следећих 164 година, и током дугогодишње османске владавине, град ће доживети огромне промене у етничкој структури становништва. Године 1582, Темишвар још увек има већинско мађарско становништво, а у 17. веку већину становништва чине муслимански Турци. У истом периоду, у граду се јављају и скупине Срба, Јевреја и Рома.
Године 1716, Темишвар ослобађа војвода Еуген Савојски у име Хабзбурговаца. Муслиманско становништво се повукло из града са турском војском и град је остао са свега 600-700 становника. Мађари и Немци, будуће доминантно становништво Темишвара, још се нису почели насељавати.
Темишвар је брзо постао привредно средиште овог дела Хабзбуршког царства. 1718. године отворена је прва пивара, а после тога и погон за прераду дувана. У периоду 1728-71. врши се обалоутврда и каналисање Бегеја, који заправо постаје канал и веза града са Дунавом. У брзо развијајући град досељава се велики број Мађара и Немаца, па град добија изразито етничко и верско шаренило. У ово време градско језгро добија правилне улице и тргове, а граде се и данашње барокне цркве свих вера.
Град постаје управно седиште новоформираног подручја Војводство Србија и Тамишки Банат 1849. године, као исход Револуције 1848-49. Ово војводство било је етнички веома разнолико: у значајном постотку били су присутни Срби, Румуни, Немци и Мађари. Године 1860. оно је укинуто и 7 година касније, после стварања Аустроугарске и краљевине Угарске, расподељено на више нових жупанија. Град је у овом периоду добио на значају као средиште јужне Паноније, па се веома брзо развијао на свим пољима. По последњем угарском попису становништва из 1910. Темишвар је имао 72.555 становника, по националном саставу редом: Немци 31.644 (43,6%), Мађари 28.552 (39,3%), Румуни 7.566 (10,4%) и Срби 3.482 (4,8%).
Дана 24. новембра 1918. године у Темишвар су умарширале српске трупе. Из правца Жебеља српска коњица је у касу наступала; по споразуму српског пуковника Николе Цоловића и немачког заповедника града - Немци су се истовремено повлачили из Темишвара. Још 17. новембра увече ушао је у град са својим коњичким одредом мајор Веља Димитријевић. Сутрадан, 18. новембра ушле су свечано у Темишвар, јединице Моравске дивизије и поменута Коњичка бригада. Српски владика Летић служио је свечану службу у српском саборном храму и поздравио Србе војнике ослободиоце. У граду је затечена "социјалистичка управна власт" сконцентрисана у рукама великог жупана др Рота. Њега је после општег преврата у Мађарској 31. октобра 1918. године поставио демократски режим грофа Карољија. Приспео је затим ту и командант коњичке дивизије генерал Ђока Ђорђевић са својим штабом. Српска власт је правично и законито чувала власт у Темишвару и околини и усправна чела, након извршеног задатка вратила се у југословенски део Баната. Јединице српске војске су напустиле град у јулу 1919. године, када је град предат Румунији, а што је накнадно потврђеном споразумом у Тријанону 1920. године. Када је град предат, 10. августа 1919. је одржан велики скуп становника румунског Баната у Темишвару, где је више од 40.000 учесника гласало за уједињење Баната са Румунијом. Град је постао средиште западног дела Румуније па је почетком 30-тих, број становника нарастао на више од 100.000 становника.
Темишвар није много страдао у Другом светском рату, а су град захватиле снажне промене у деценијама после. Као последица снажног привредног развоја дошло је до наглог популационог раста града захваљујући пресељавању руралног становништва из околних села, етнички румунских. У то време Румуни постају већинско становништво у Темишвару, док број Немаца и Јевреја опада пресељењем у државе матице. Јеврејска популација је готово нестала из града. До краха комунизма у Румунији становништво Темишвара се утростручило у односу на 1930. годину, али је удео Мађара опао са 30% на 7,5%, Немаца са 30% на 2% и Јевреја са 8% на 0%.
Шеснаестог децембра 1989. године, много грађана Темишвара је подржало мађарског калвинистичког свештеника Ласла Токеша, против комунистичких власти на челу са Николае Чаушеском, и тајне полиције, Секуритатее. Сутрадан је у граду започео устанак против власти и ово је био почетак Румунске револуције 1989. године, која је срушила режим недељу дана касније.
- Куполе и торњеви Темишвара — панорамски поглед изјутра
- Зграда опере
- Синагога у Темишвару
- Трајанов Трг
- Османски Темишвар 1602. године
- Чланови Ватрогасног друштва из Темишвара (почетак 20. века)

## Привреда
Темишвар је снажно привредно средиште још од 18. века, када је постао и важно управно седиште овог дела хабзбуршке монархије. Већ тада је град имао много трговаца, занатлија и чиновника. Снажан просперитет се наставио и у 19. веку, потпомогнут градњом железнице и модерних путева. У оквиру Румуније Темишвар се и даље развијао, али будући да је постављен на крајњем западу земље, то је ишло спорије у односу на друге румунске градове.
У периоду транзиције, током последњих 20-так година, Темишвар је и поред бројних тешкоћа имао значајан развој. Верује се да је томе допринела удаљеност и изолованост Темишвара и његове околине у односу на већи део државе и близина развијенијег дела Европе. Чак је скован и израз „Темишварски модел“, који у Румунији означава добар модел прилагођавања капиталистичкој привреди за државне услове. У Темишвару су последњих година подигнути и отворени бројни објекти индустрије и трговине, добрим делом захваљујући страним улагањима, највише из Немачке и Италије. По најновијим проценама град има најмању стопу незапослености у држави и веома високе плате за ниво матичне државе.

## Старо градско језгро
Старо језгро Темишвара обликовано је током 17. и 18. века под утицајима који су зрачили из средишта Аустроугарске, Беча и Пеште. Оно је састављено из четврти са неколико историјских тргова и променада. Те четврти су: Град у Шанцу (рум. Cetate), Јожефин (рум. Iosefin), Јелизабетин (рум. Elisabetin) и Фабрика (рум. Fabric). Старо градско језгро је данас веома жив део града са бројним баровима, клубовима и гостионицама. Нарочито су популарна места окупљања на старом барокном тргу.
У граду постоје три велика и позната трга:
- Трг уједињења (рум. Piața Unirii) је старији трг, приближно квадратног облика. Око њега се налазе главна римокатоличка катедрала, Српска саборна црква у Темишвару Темишварске епархије, као и бројне палате некадашњих богаташа (Палата Барок, Палата Брук).
- Трг победе (рум. Piața Victoriei) је млађи градски трг, површински већи и изразито издуженог облика. На једном страни трга је Катедрални храм Банатске митрополије Румунске православне цркве, а на другој здање Градске Опере, која има репертоар на румунском, немачком и мађарском. На овом тргу се налази и здање Банатског Музеја, као и низ градских палата из задњих деценија Аустроугарске, грађених у сецесији и академизму.
- Трг слободе (рум. Piața Libertății) је са старом градском кућом, као и бројним киповима.

## Градска здања
- Здање Опере и националног театра, саграђено 1872. године; арх. Фелнер и Хелмер
- Румунска саборна црква Банатске митрополије, саграђена 1946. године арх. Јоан Трајанеску
- Саборна црква Српске православне цркве, саграђена 1748. године, у којој се налази вредни иконостас, дело Константина Данила и мајстора Михаила Јанића из Арада.
- Кип вучице која доји Ромула и Рема, поклон града Рима из 1926. године
- Репрезентативна здања сецесије, саграђена између 1910. и 1914. године, аутор већине арх. Ласло Секељ
- Стара градска већница, саграђена 1734. године у барокном стилу, арх. Пјетро дел Бонцо
- Кип Богородице
- Биста Децебала, последњег дачког краља.
- Стуб куге
- Римокатоличка катедрална црква, грађена између 1736. и 1774. године, арх. Јозеф Емануел Фишер фон Ерлах
- Барокна палата, некадашње седиште Српске Војводине

- Римокатоличка катедрала
- Српска саборна црква
- Статуа Богородице и Светог Јована Непомука
- Зграда опере (десно)
- Гаспар Бута: Темишвар 1684.

## Срби у Темишвару
Срби спадају у староседеоце града Темишвара, који се проширио на околна села - насеља. Историјска наука није установила када се они први пут помињу у Темишвару, али је то у сваком случају било пре доласка Турака. Године 1481, при једној од многобројних битака хришћана против турске војске, доселило се у околину Темишвара око 50.000 душа. Око 1502, при деспоту Радичу Божићу, било је новог досељавања Срба у шире подручје, али је оно опет захватало и Темишвар. То не би требало узети једносмерно, јер је поред насељавања било и расељавања. Једно од њих забележено је 1551, као склањање испред Турака. У турско време, које је за Темишвар омеђено годинама 1552. и 1716, Србе су забележили пећки калуђери који су 1660, односно 1666. године, овде купили милостињу; године 1660. уписано је тридесетак имена, углавном српских, а 1666. године калуђери су наишли о Божићу и задржали се читавих 10 дана, записавши око 120 имена – које приложника, које за помен – опет поглавито српских. Описујући своје путовање околином Темишвара око 1655. године, Евлија Челебија је назначио у Темишвару 36.000 хришћана. И из великих сеоба 1690, односно 1737, вероватно је било насељавања и у Темишвар. Године 1716, када је Еуген Савојски опседао Темишвар, подржали су га из тврђаве Срби, на челу са владиком Николом Димитријевићем. Савојском је у ослобађању Темишвара помогао Србин, Никола Неин звани Мумџија (воскар), водећи војску. Помиње се 1744. године Маленица Јосифов биров (кнез) Темишварски, као посланик на Црквено-народном сабору.
У Темишвару су одувек живели и били његови активни градитељи Срби. У 19. веку формирала су се јасно три градска кварта, у којима су грађани Срби били окупљени око својих храмова. Били су делови града густо насељени са трговима, које су окруживале српске градитељске знаменитости: Мехала, Темишвар Град и Фабрика.
Помиње се 1827. године Србска библиотека у Темишвару, која набавља српско штиво. Месни трговац Михаил Шевић спада у ред првих чланова Матице српске у Пешти.
Православна црква посвећена Св. Илији је током 19. века припала Румунима. Срби су око 1860. године у тој парохији бројали 30 породица.

### Срби у Мехали
Мехала или "Махала" (по турски) је некада било село на периферији града. Српско становништво је ту било паорско, које се највише бавило земљорадњом и сточарством, а мање занатом. Православно парохијско звање основано је 1768. године (или 1743?), и од тада (или 1743?) се воде матичне црквене књиге. Православни храм посвећен Летњем Св. Николи, је реновиран 1785. године. Темпло је осликао 1819. године Никола Алексић по једном податку; по другом иконостас је дело становника фабричких: иконописца Саве Петровића и позлатара Манојла Антоновића 1819—1820. године.
Године 1846. у Мехали је било три православна пароха: Софроније Вијатовић, Никола Николић и Тома Поповић. Број православних житеља, међу којима је већина Срба износио је те године 2965 душа. По црквеном извештају 1865. године живело је у Мехали 2140 православних становника. Ако се пореде резултати пописа у периоду од двадесет година 1847—1867. године, број становника је исти - 745 Срба.
Народна школа у Мехали основана је 1748. године. Мехалска народна вероисповедна школа имала је 1846. године 102 ученика, којима је предавао као учитељ ђакон Јован Поповић (ту и 1841). Мехалски дјетонаставник (женски учитељ) 1857. године био је Александар Алексић. Урош Вујић је био 1868. године учитељ и црквени тутор мехалски. Црквено-школска деоба између Срба и Румуна била је бурна у Мехали. Од 1887. године осујећени Румуни који су остали без цркве (јер је припала Србима) на Ускрс су хтели на силу да служба буде на румунском. Ометали су редовну службу на српском језику, великом галамом и гурањем, али нису успели у намерама. Зато су се међусобно сложили и "за три месеца цркву себи подигли". Неспоразум се пренео и на школу мехалску, где су Румуни имали једну своју учионицу. Сукоби су кулминирали у лето 1888. године, а у вези те школске зграде, па је на захтев општинског кнеза Румуна, непотребно асистирала и жандармерија. Румуни су хтели да преградом поделе српску школу на две, а Срби су им одрицали свако право. Због рушења преградног зида, у оквиру репарације зграде, све се то издешавало. По протопрезвитерском извештају за крај 1891. године у тој српској православној парохији, живи само 996 православаца у 183 српска дома.
Године 1905. Мехала је велика општина, за коју се каже да је насељена 1690. године за време аустријског цара Леополда I. Од 1. јануара 1910. године спојена је са градом Темишваром, и по новом се зове "Ferencvaros". Ту је 1905. године пописано 7300 душа, од којих је 912 Срба православних (или 12,4%) са 167 кућа (од 1230 укупно). Од јавних српских здања ту су православна црква и народна школа. Црквена општина је уређена, под председништвом Милана Гавриловића. Има српско православно гробље са најстаријим споменицима из 18. века. Црква је добром стању, порта ограђена и уређена. Црквено-општински посед је износио 73 кј. земље. Парохија је шесте платежне класе, има парохијски дом и парохијску сесију од 35 кј. земље. Парох је поп Светозар Јеврић родом из Темишвара, служи седам година у месту. Школа је српска вероисповедна, има једно здање. Учитељ је Владимир Торђански родом из Арача, у месту служи осам година. Бавио се књижевношћу и задругарством. Учитељица женског ручног рада била је Драга Торђански родом из Беодре, у месту са службом осам година. Редовну наставу је похађало тада 41 ђак, а у недељну школу ишло девет ученика старијег узраста.
Основана је 1900. године "Српска штедионица у Мехали" са уделом чланова 43.665 к, и чистим добитком за 1907. године од 3.609. к. Управу су 1905. године чинили. председник завода Ника Обрадовић, управитељ Јоца Павловић и књиговођа Владимир Торђански. "Темишварско-мехалско певачко друштво" је 1935. године посетило Опленац. После поклоњења мученику Краљу у маузолеју Карађорђевића, одржали су концерт у Београду, у друштву са другим српским друштвима из Румуније.

### Срби у Граду
Град је централна градска зона, где су Срби грађанског слоја били компактна заједница, око Саборне цркве и Владичанског двора. Био је то престижни део града, где су живели и радили најбогатији и најотменији Срби - земљопоседници спахије са племићким титулама, великотрговци и рентијери, официрски кадар и чиновништво, те црквени великодостојници и свештенство, књижевници. Ту су боравили и представници српских династија Обреновићи и Карађорђевићи, Вук Ст. Караџић, Бранко Радичевић, касније Милош Црњански и многи други.
Ту је била права градска православна парохија, чије је парохијско звање основано 1748. године. Саборни храм постоји већ 1608. године када је ту митрополит темишварски Неофит. Постојао је стари саборни храм од дрвета до 1737. године када га је спалио саветник темишварске администрације Дежан. Било је то урађено по вишој заповести да би се искоренила куга; Дежан је требало да поштеди православну цркву и епископски двор - али није. Нови, садашњи Саборни храм је грађен 1745-1748. године, за време митрополита Георгија Поповића. Торањ са два кубета је дозидан 1791. године. Нови иконостас је осликао Константин Данил 1837-1843. године. Црквене матичне књиге воде се од 1768. године. Центар духовног и народног живота је саборни храм, посвећен празнику Вазнесењу Господњем подигнут 1748. године. Године 1846. градски православни парох је Павел Влаховић и ђакон Георгије Николић. По црквеном извештају из 1865. године било је у "Тамишграду, са Мајурем и Јозефшатом" 766 Срба становника. Посматрано заједно, "Тамиш град са мајуром и Фрабриком" између два пописа 1847. и 1867. године, показује драстичан пад броја Срба: са 1770 на 1560 душа.
У православној градској народној школи 1846. године било је 26 ђака, којима је предавао учитељ Ефтимије Стојадиновић (ту и 1841). По протопрезвитерском извештају за крај 1891. године у тој парохији живи 188 православаца у само 26 српских домова.
По подацима из 1905. године у Темишвар - граду има 993 православна Србина, који живе у 30 кућа. Парохијско православно звање је основано још 1695. године. Парохија је прве највише платежне класе, парохијски дом је у црквено-општинском дому, парохијске сесије нема. Пароси су тада: поп Јован Новаковић родом из места, служи ту већ пет година; капелан поп Милан Долга родом из Темишвара Фабрике, ту од скоро. Ту је српска православна црквена општина, под председништвом др Николе Пеше. Писарница, библиотека и архива су сређени.
При цркви делује више заклада: Заклада Персиде Макри Стојановић (једна кућа, намењена за помоћ сиромашним српским породицама), Заклада Софије Скарлато Стојановић (једна кућа, за стипендије), Заклада Крстићева, Заклада Мите Поповића, Заклада Сузане Ризнић, Заклада Ђорђа Прерадовића, Заклада Јулије Фунтак, Заклада Христине Николич и Заклада Радичевића. Њихова укупна вредност је тада износила 310.056 к капитала.
Постоји и српско православно гробље на којем су сахрањени: Тодор Радичевић, Персида Макри Стојановић, Софија Скарлатова Павловић, Никанор Поповић епископи други. Школа је српска вероисповедна, настава се одвија у црквено-школском дому. Учитељ је Душан Берић, родом из Борче, у месту служи 20 година. У школу иде мало деце: на редовну настави иду њих 46, а у пофторну 12 старијих ученика. У туђе школе (и средње) иде на наставу 53 српске деце.

### Срби у Фабрици
Некада предграђе, а сада кварт урбаног дела града Темишвара, у којем су живели Срби окупљени око Ђурђевског храма. По "Румунској енциклопедији" Срби су били насељени у "Старој Фабрици". Ту су се груписале породице Срба средњег грађанског миљеа - трговаца, занатлија, уметника. Уз Србе је било много Грка, који су поред храма имали своју школу. У првој половини 19. века Грци су остали малобројни у тој парохији. Православно парохијско звање је основано 1758. године (или 1745?), а све православне црквене матичне књиге се воде од 1768. године (или 1779?). Трајанов трг са Ђуршевским храмом пројектовали су војни инжињери 1740. године. Православна црква посвећена Св. Георгију или празнику Ђурђевдану, подигнута је 1745—1755. године. Године 1746, своје прилоге за градњу су дали и у протоколу се записали: Срби - велики број са укупно 171 дукатом, три Румуна (12 дуката), шест Грка (16 дуката) и Димча Гроса (Арнаут - Србин) са 10 дуката. На тргу - пијаци пред храмом је споменик пирамида са крстом, коју је подигао темишварски сенатор Стојша Спасојевић 1774. године. Други православни храм, посвећен Св. Илији или празнику Илиндану, грађен је 1825. године, при којем се матичне књиге воде од 1826. године.
По државном шематизму православног клира Угарске 1846. године у Фабрици је становало 3890 православаца, у већини Срба. Протопрезвитер је био Михајло Табаковић са Јованом Петровићем парохом. Парохијски помоћници или капелани били су тада Георгије Јовановић и Стефан Ракић. По црквеном извештају из 1865. године у "Фабрици, Ченеђхазу и Св. Андрији" живело је 975 Срба. Угарско министарство вероисповести је дало 1870. године фабричкој парохији прилог од 250 ф. за градњу парохијског дома.
При фабричкој православној народној школи, постојала су два разреда-класе које су похађала 281 ученик. Учитељ прве класе био је Ефтимије Јовановић, а на другој класи предавао је ђакон Стефан Дракулић. Румунској деци у посебном одељењу, часове је изводио њихов учитељ Јаков Барбулеску. У фабричкој српској православној парохији крајем 1891. године је забележено да има 556 православних душа, које станују у 65 српских домова. У Фабрици темишварској било је више житеља познатих уметника: Сава Петровић (рођ. 1788) и његов син Павел Петровић иконописци, Манојло Антоновић (умро 1829) живописац и позлатар, Василије Барбуловић образописац и епитроп црквени(1817—1818)...
Године 1905. у Темишвар - Фабрици је било 1040 православних Срба, који живе у 60 кућа. Ту је активна српска православна црквена општина под председништвом Костом Стевановићем. Парохија је основана 1. јануара 1906. године, и пете је платежне класе, парохијски дом нема ни сесију јер ју је варош откупила. Парох фабрички је тада поп Илија Белеслијин родом ит Тисасентмиклуша, седам година у месту. Школа је народна вероисповедна, једног здања подигнутог 1760. године. Учитељ је Ђура Терзин родом из Мартоноша, осам година у месту. Учитељица женског ручног рада је учитељица Мила Терзин родом из Карлова, са службом у месту пет година. Редовну наставу је пратило 55 ђака, а пофторну школу 20 ученика старијег узраста. у туђе школе у месту ишло је 38 српске деце.
Претплату за бечке Новине сербске скупљао је 1815. године у Темишвару, Симеон Поповић. Године 1854. Србин Темишварац Георгије Јовановић приложио је 500 ф. за градњу гимназије у Новом Саду.

### 20. и 21. век
Присутност Срба и њихово место у прошлости Темишвара још није довољно проучена. Све су то, нажалост, само квалитативне процене, а тачне бројке налазимо тек у угарским пописима у другој половини 19. века, па и то тек од 1880. године, јер је у ранијем пописивању бележена само вероисповест, тј. само приближно одређивање броја Срба у целокупном броју православаца. У апсолутним бројкама, број Срба у Темишвару је током последњих 150 година био у сталном порасту, али је истовремено, услед наглог развоја града на Бегеју, њихов удео у целокупном становништву био у сталном опадању. Коначно се апсолутни број Срба у Темишвару учетворостручио, али се истовремено њихов удео у темишварском становништву смањио – такође четири пута.
Темишвар је данас у културном, историјском, образовном и верском смислу средиште српске мањине у Румунији, која по последњем попису броји око 22.500 припадника. Ту се налази и Српска саборна црква, као најважнија црквена грађевина српске заједнице у Руминији.
Срби су у Темишвару „старо“ становништво, будући да су у њему присутни више векова. Почетком 18. века они су били и већинско становништво. У каснијем периоду они губе већину, али су стално присутни. Данас, са преко 6000 припадника, Срби су четврта по величини етничка скупина у овом вишеетничком граду. За Србе су везане и њихове националне установе - три Српске православне цркве, све из 18. века, седиште Темишварске епархије (Владичански двор) са Црквеним музејом, основна школа и гимназија на српском језику, српски културни центар и друге установе. Други је аспект да повећање броја Срба у Темишвару није одраз повећања општега броја Срба у Румунији. Број Срба у Румунији био је у опадању. Проблем је, међутим, у негативном природном прираштају. Остарелост мањинских популација доводиће даље до спектакуларних падова. Према налазима, од свих бракова у српским породицама у Румунији само 25% има жену испод 39 година, што значи да нам је, и то само теоретски, тек четвртина бракова плодна, па треба очекивати да ће у наредној генерацији пад износити читавих 75%. Тренутно је у Темишвару стање нешто боље, али опште стање ће сигурно утицати и на Темишвар.
По последњем попису из 2011. године у граду Темишвару има 4843 Србина или 1,6%.
Епархија Темишварска: У старо време имали су општества у Граду и у Великој Паланци. Садашње, већ традиционално организовање настало је на територијалном начелу након изградње новога Темишвара по изгону Турака 1716. године и обухвата три црквене општине: Градску, Фабричку и Мехалску. Остале градске четврти подељене су међу овим црквеним општинама са израженом намером да се оне бројчано уравнотеже. Ипак је Градска црквена општина најмногобројнија. Садашња Градска црквена општина заснована је средином 18. века при Саборној цркви храма Вазнесења Господњег, изграђеној 1848. године. Мада је од старине у њој било и православаца других народности, посебно Грка, Срби су увек имали водећу улогу, тако да приликом јерархијске поделе у Карловачкој митрополији 1864. године у њој није ни поведена деобна парница. Садашња Фабричка црквена општина заснована је такође средином 18. века при цркви храма Светога великомученика Георгија, изграђеној 1755. године. И у њој је током времена било и православаца других народности, посебно Грка и Румуна. Приликом јерархијске поделе у Карловачкој митрополији Румуни су покренули деобну парницу, али су је изгубили. Садашња Мехалска црквена општина заснована је под крај 18. века при цркви храма Светога Николаја, изграђеној 1796. године. Приликом јерархијске поделе у Карловачкој митрополији, на основу деобне парнице, Србима је као јачој заједници припала црква, а Румунима је исплаћена одговарајућа намира.
У организационом погледу, у Темишвару је седиште Окружнога протопрезвитерата темишварског, али и седиште Православне српске епархије темишварске, подређене Београдској патријаршији. Епархијски престо је упражњен правно од 1932. године, преласком владике Георгија (Летића) у Банатску епархију, а заправо већ од самога повлачења српске војске из Темишвара 1919. године. Епархија је под управом архијереја администратора којег одреди Свети синод Српске православне цркве. Црквене општине делују као правна лица, док је статус епархије с државноправног становишта несређен.
Поред православаца, у наше дане срећу се Срби и у такозваним неопротестантским скупштинама: међу баптистима, пентикосталцима, адвентистима и слично, али је њихов број незнатан, тако да не постоји друга српска верска заједница, осим православне. Поред верника, током поратних година било је људи који су се изјашњавали као атеисти. Ипак су то чинили поглавито појединци и нису познате целе породице које би се изјашњавале или понашале као атеисти. Међу српским становништвом Темишвара практично нема некрштених и неопојаних.

## Занимљивости
- Темишвар је био први град у Европи који је, 1884. године, добио уличну електричну расвету.[20]
- Уз већ постојећи назив "Мали Беч" , град се врло често назива и "Градом цвећа".[45]
- Темишвар је био други град у Европи и први у Румунији са уведеним трамвајем на колску вучу.[тражи се извор]
- Постоје тврдње да је Гистав Ајфел, творац Ајфеловог торња у Паризу, изградио један од пешачких мостова у Темишвару преко реке Бегеј.[тражи се извор]

## Саобраћај
Темишвар поседује развијен градски саобраћај у више видова: аутобуски - 15 линија, тролејбуски - 9 линија, трамвајски - 11 линија. Све линије су под управом предузећа "Темишварска обласна самоуправа за саобраћај".
Од 72 трамваја колико град поседује у депоу, 71 возило је у свакодневној употреби. Са друге стране, тролејбуси раде у пуном капацитету (41 возило).
Међуградски и међународни саобраћај је такође развијен, а у будућности се очекује јачање стратешког значаја Темишвара. Планирано је да град добије савремену ауто-путну везу са Арадом и Мађарском ка западу, као и са остатком Румуније ка истоку. Предвиђена је и ауто-путна веза са Србијом ка југу. Тиме ће град заиста постати најважније саобраћајно чвориште у западном делу земље.
Железнички саобраћај је такође развијен, а железничка станица у Темишвару спада у најпрометније у земљи, и сматра се за једно од важнијих железничких чворишта. Градски аеродром "Трајан Вуја" је аеродром са најбрже растућим прометом у Румунији.

## Становништво
| 1948.   | 1958.   | 1966.   | 1977.   | 1992.   | 2002.   | 2011.   | 2021.   |
| ------- | ------- | ------- | ------- | ------- | ------- | ------- | ------- |
| 111.987 | 142.257 | 174.243 | 269.353 | 334.115 | 317.660 | 319.279 | 250.849 |

Темишвар је према последњем попису из 2021. имао 250.849 становника, за 68.430 мање (-21,43%) у односу на претходни попис 2011. године на коме је било 319.279 становника. По броју становника је пети највећи град у Румунији, после Букурешта, Клуж-Напоке, Јашија и Констанце.
Румуни чине већину становништва града (70,41%), а од етничких мањина највише има Мађара (3,31%), Срба (1,11%), Немаца (0,87%), Рома (0,30%) и Бугара (0,26%).
| Етнички састав према попису из 2021.‍ | Етнички састав према попису из 2021.‍ | Етнички састав према попису из 2021.‍ | Етнички састав према попису из 2021.‍ | Етнички састав према попису из 2021.‍ |
| ------------------------------------ | ------------------------------------ | ------------------------------------ | ------------------------------------ | ------------------------------------ |
|                                      |                                      |                                      |                                      |                                      |
| Румуни                               | Румуни                               |                                      | 176.615                              | 70,41%                               |
| Мађари                               | Мађари                               |                                      | 8.313                                | 3,31%                                |
| Срби                                 | Срби                                 |                                      | 2.776                                | 1,11%                                |
| Немци                                | Немци                                |                                      | 2.189                                | 0,87%                                |
| Роми                                 | Роми                                 |                                      | 745                                  | 0,30%                                |
| Бугари                               | Бугари                               |                                      | 643                                  | 0,26%                                |
| Украјинци                            | Украјинци                            |                                      | 400                                  | 0,16%                                |
| Словаци                              | Словаци                              |                                      | 275                                  | 0,11%                                |
| Италијани                            | Италијани                            |                                      | 136                                  | 0,05%                                |
| Јевреји                              | Јевреји                              |                                      | 111                                  | 0,04%                                |
| Чеси                                 | Чеси                                 |                                      | 90                                   | 0,04%                                |
| Хрвати                               | Хрвати                               |                                      | 77                                   | 0,03%                                |
| Македонци                            | Македонци                            |                                      | 76                                   | 0,03%                                |
| Турци                                | Турци                                |                                      | 45                                   | 0,02%                                |
| Липовани                             | Липовани                             |                                      | 43                                   | 0,02%                                |
| Грци                                 | Грци                                 |                                      | 23                                   | 0,01%                                |
| Пољаци                               | Пољаци                               |                                      | 22                                   | 0,01%                                |
| Јермени                              | Јермени                              |                                      | 15                                   | 0,01%                                |
| Албанци                              | Албанци                              |                                      | 14                                   | 0,01%                                |
| Остали                               | Остали                               |                                      | 639                                  | 0,25%                                |
| Непознато                            | Непознато                            |                                      | 57.602                               | 22,96%                               |

## Градови побратими
Темишвар је побратимљен са следећим градовима:
- Зрењанин, Србија
- Нови Сад, Србија
- Сегедин, Мађарска
- Карлсруе, Немачка
- Грац, Аустрија
- Тревисо, Италија
- Палермо, Италија
- Нотингем, Енглеска
- Милуз, Француска